# Éclimeux
Éclimeux ist eine französische Gemeinde mit 180 Einwohnern (Stand: 1. Januar 2022) im Département Pas-de-Calais in der Region Hauts-de-France. Sie gehört zum Arrondissement Montreuil und zum Gemeindeverband Communauté de communes des 7 Vallées. Die Einwohner werden Eclimeusiens und Eclimeusiennes genannt.

## Geografie
Die Gemeinde Éclimeux liegt im Zentrum des Artois, etwa 40 Kilometer östlich der Ärmelkanalküste und 40 Kilometer westlich von Arras.

## Bevölkerungsentwicklung
| Jahr      | 1962 | 1968 | 1975 | 1982 | 1990 | 1999 | 2006 | 2013 | 2022 |
| Einwohner | 215  | 216  | 172  | 176  | 155  | 162  | 161  | 174  | 180  |

## Sehenswürdigkeiten
- Kirche Notre-Dame von 1956